# Sberchamps
Sberchamps est un village de la commune belge de Libramont-Chevigny située en Région wallonne dans la province de Luxembourg. Avant la fusion des communes de 1977, il faisait partie de la commune de Saint-Pierre.

## Géographie
Sberchamps est situé à environ 3 km au sud-est de Libramont à une altitude d'environ 500 m.

## Histoire
Des vestiges celtiques y ont été découverts : une tombelle isolée ainsi que de rares ferrures de joug. Ils sont exposés au musée des Celtes de Libramont.

## Sport
Sberchamps abrite les installations sportives du club de football de l'Entente Sportive de Saint-Pierre.